# Vrécourt
Vrécourt est une commune française située dans le département des Vosges, en région Grand Est.
Ses habitants sont appelés les Vrécurciens.

## Géographie

### Localisation
|                   | Soulaucourt-sur-Mouzon | Urville  |
| Graffigny-Chemin  | Vrécourt               |          |
| Chaumont-la-Ville | Robécourt              | Sauville |

### Hydrographie et les eaux souterraines
Hydrogéologie et climatologie : Système d’information pour la gestion des eaux souterraines du bassin Rhin-Meuse :
- Territoire communal : occupation du sol (Corinne Land Cover), cours d'eau (BD Carthage) ;
- Géologie : carte géologique, coupes géologiques et techniques ;
- Hydrogéologie : masses d'eau souterraine; BD Lisa ; cartes piézométriques.

#### Réseau hydrographique
La commune est située dans le bassin versant de la Meuse au sein du bassin Rhin-Meuse. Elle est drainée par le Mouzon, le ruisseau de Grandru, le ruisseau de Sauville et le ruisseau de l'Ecuelle.
Le Mouzon, d’une longueur de 63,3 kilomètres,  prend sa source sur le territoire de Serocourt, s’oriente vers l'ouest puis vers le nord peu après avoir quitté les localités de Rocourt et Tollaincourt, jusqu'aux abords de son confluent avec la Meuse.

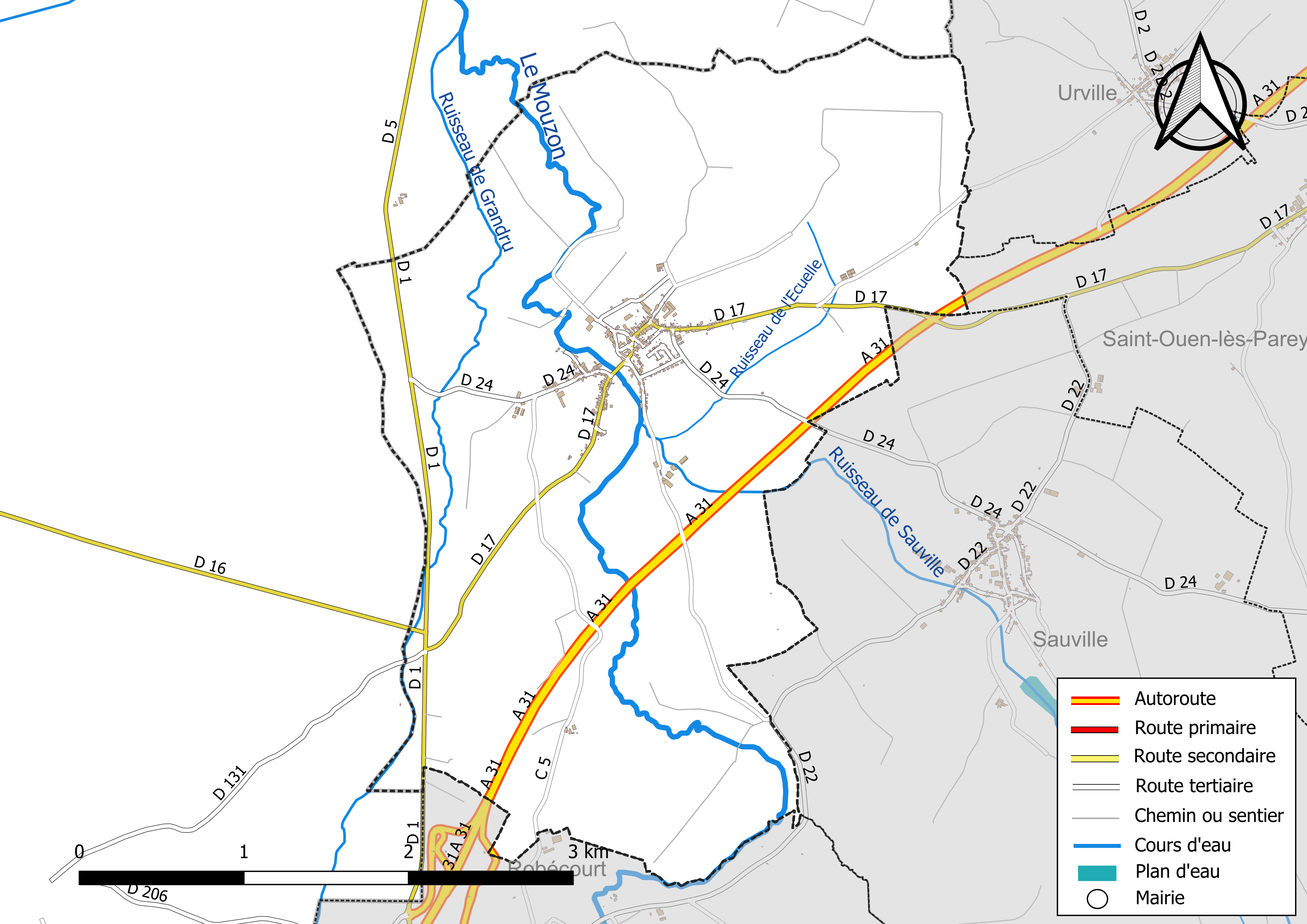
Réseaux hydrographique et routier de Vrécourt.

#### Gestion et qualité des eaux
Le territoire communal est couvert par le schéma d'aménagement et de gestion des eaux (SAGE) « Nappe des Grès du Trias Inférieur ». Ce document de planification, dont le territoire comprend le périmètre de la zone de répartition des eaux de la nappe des Grès du trias inférieur (GTI), d'une superficie de 1 497 km2,  est en cours d'élaboration. L’objectif poursuivi est de stabiliser les niveaux piézométriques de la nappe des GTI et atteindre l'équilibre entre les prélèvements et la capacité de recharge de la nappe. Il doit être cohérent avec les objectifs de qualité définis dans les SDAGE Rhin-Meuse et Rhône-Méditerranée. La structure porteuse de l'élaboration et de la mise en œuvre est le Conseil départemental des Vosges.
La qualité des cours d’eau peut être consultée sur un site dédié géré par les agences de l’eau et l’Agence française pour la biodiversité. 

### Climat
Pour des articles plus généraux, voir Climat du Grand Est et Climat du département des Vosges.
En 2010, le climat de la commune est de type climat de montagne, selon une étude du Centre national de la recherche scientifique s'appuyant sur une série de données couvrant la période 1971-2000. En 2020, Météo-France publie une typologie des climats de la France métropolitaine dans laquelle la commune est exposée à un climat océanique altéré et est dans la région climatique  Lorraine, plateau de Langres, Morvan, caractérisée par un hiver rude (1,5 °C), des vents modérés et des brouillards fréquents en automne et hiver. 
Pour la période 1971-2000, la température annuelle moyenne est de 9,5 °C, avec une amplitude thermique annuelle de 16,9 °C. Le cumul annuel moyen de précipitations est de 956 mm, avec 13,2 jours de précipitations en janvier et 9,6 jours en juillet. Pour la période 1991-2020, la température moyenne annuelle observée sur la station météorologique de Météo-France la plus proche, « St Ouen-lès-Parey_sapc », sur la commune de Saint-Ouen-lès-Parey à 5 km à vol d'oiseau, est de 10,0 °C et le cumul annuel moyen de précipitations est de 806,8 mm. 
La température maximale relevée sur cette station est de 39,4 °C, atteinte le 25 juillet 2019 ; la température minimale est de −22 °C, atteinte le 20 décembre 2009,,. 
Les paramètres climatiques de la commune ont été estimés pour le milieu du siècle (2041-2070) selon différents scénarios d'émission de gaz à effet de serre à partir des nouvelles projections climatiques de référence DRIAS-2020. Ils sont consultables sur un site dédié publié par Météo-France en novembre 2022.

## Urbanisme

### Typologie
Au 1er janvier 2024, Vrécourt est catégorisée commune rurale à habitat dispersé, selon la nouvelle grille communale de densité à sept niveaux définie par l'Insee en 2022.
Elle est située hors unité urbaine. Par ailleurs la commune fait partie de l'aire d'attraction de Vittel - Contrexéville, dont elle est une commune de la couronne,. Cette aire, qui regroupe 72 communes, est catégorisée dans les aires de moins de 50 000 habitants,.

### Occupation des sols
L'occupation des sols de la commune, telle qu'elle ressort de la base de données européenne d’occupation biophysique des sols Corine Land Cover (CLC), est marquée par l'importance des territoires agricoles (77,7 % en 2018), une proportion identique à celle de 1990 (77,7 %). La répartition détaillée en 2018 est la suivante : 
prairies (70,2 %), forêts (17,6 %), terres arables (7,5 %), zones urbanisées (4,6 %). L'évolution de l’occupation des sols de la commune et de ses infrastructures peut être observée sur les différentes représentations cartographiques du territoire : la carte de Cassini (XVIIIe siècle), la carte d'état-major (1820-1866) et les cartes ou photos aériennes de l'IGN pour la période actuelle (1950 à aujourd'hui).

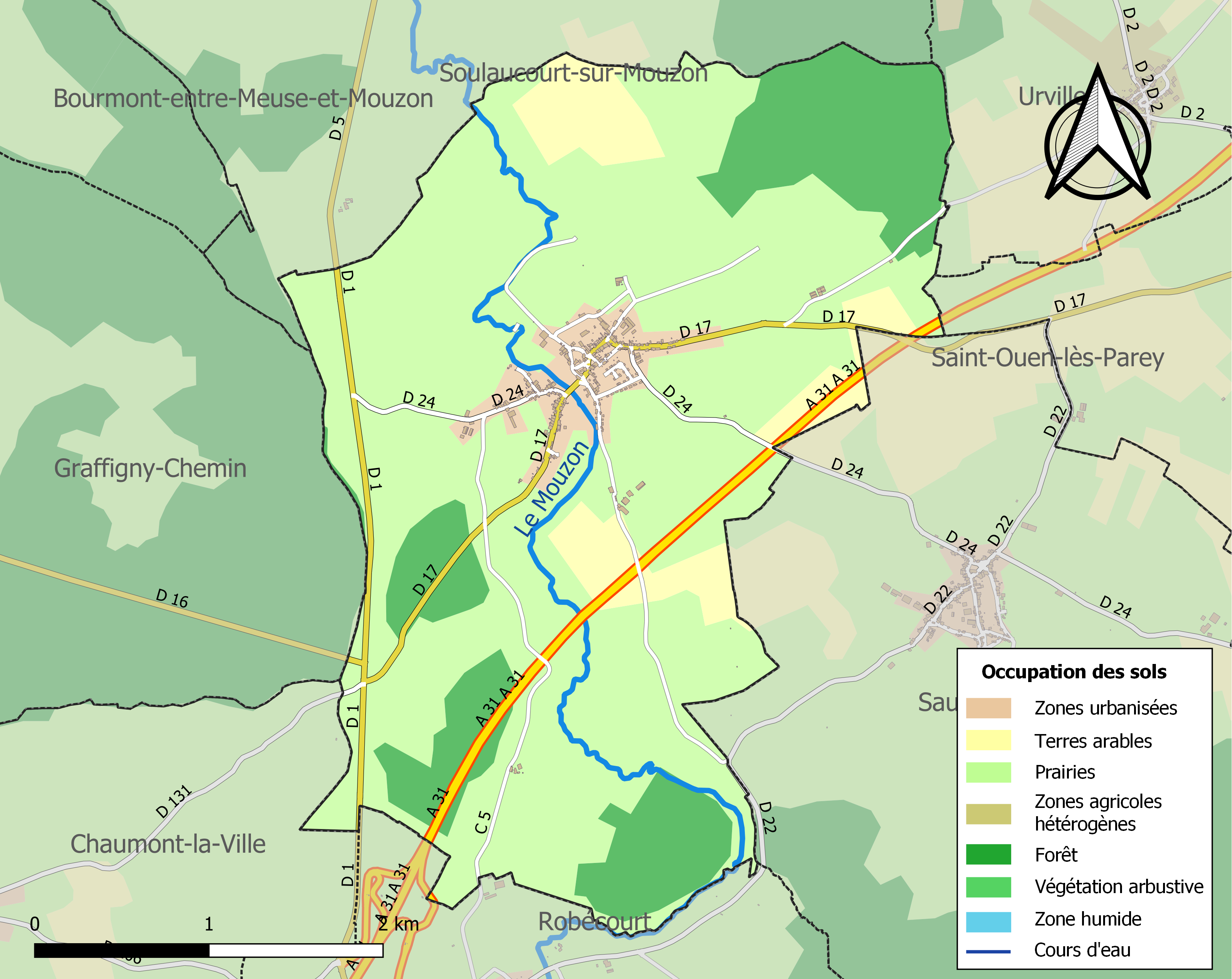
Carte des infrastructures et de l'occupation des sols de la commune en 2018 (CLC).

## Toponymie
Le nom de la localité est attesté sous les formes ? Portio Vreheri curtis (1105) ; Vrehecort, Vrehecurt (1224) ; Vreecourt (1276) ; Wreecort (1282) ; Verrecourt (1299) ; Vrecourt, Vrecort (1300) ; Verreicourt (1305) ; Vroecort (1308) ; Vreecort (1309) ; Vereicourt (1311) ; Verrecort (1312) ; Verreicort (1325) ; Verrecourt (1340) ; Werrecourt (1365) ; De Verecuria, Verrecuria (1402) ; Verricourt (1412) ; Vrioucourt (1412) ; Verreycourt (1574) ; Verecourt (1576) ; Verrecourt (XVIIe siècle) ; Wrécourt (1707) ; Verrici curia (1768).

## Histoire
Au Moyen Âge, la seigneurie de Vrécourt a appartenu à la Maison de Choiseul. Au début du XIIe siècle, le seigneur de Vrécourt est ainsi Barthélemy de Choiseul, fils de Foulques II de Choiseul et d'Alix de Vignory. Cette branche cadette des Choiseul ne semble pas durer très longtemps, car dès 1292 Jean Ier de Choiseul, seigneur de Choiseul, agit en qualité de seigneur de Vrécourt.
Une forge a été construite entre 1702 et 1708 à l’emplacement d’un ancien moulin par Charles François Labbé  avec l’autorisation par lettres patentes du duc Léopold,.
Le 11 septembre 1944, Vrécourt devient la première commune libérée du département des Vosges.

## Politique et administration
| Période                                  | Période      | Identité      | Étiquette | Qualité |
| ---------------------------------------- | ------------ | ------------- | --------- | ------- |
| Les données manquantes sont à compléter. |              |               |           |         |
| juin 1995                                | mars 2008    | Alain Lecler  |           |         |
| mars 2008                                | mars 2014    | René Gaudez   |           |         |
| mars 2014                                | juillet 2020 | Henri Pierrot |           |         |
| juillet 2020                             | En cours     | Éric Valtot   |           |         |

### Budget et fiscalité 2022

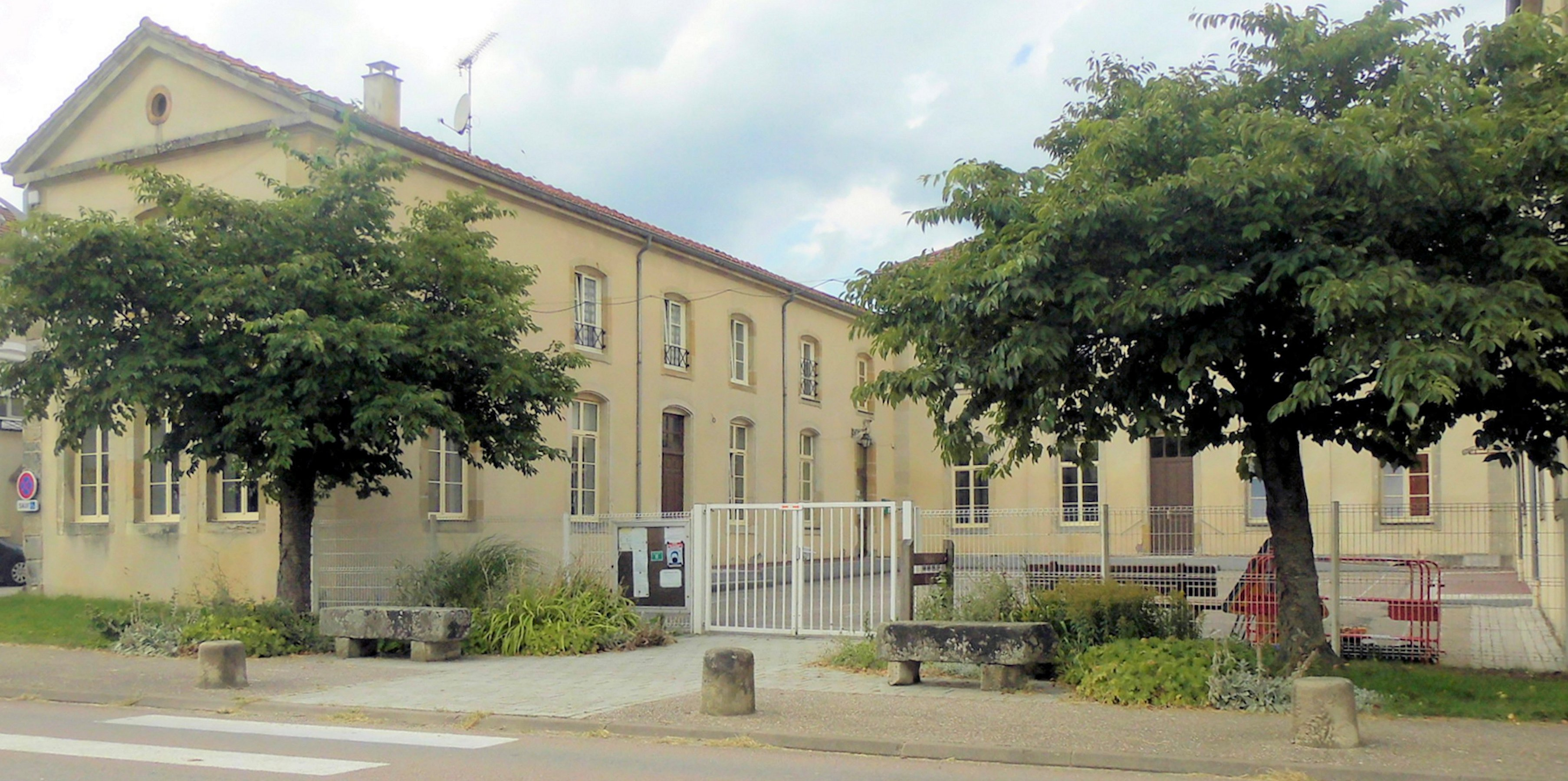
La mairie.

En 2022, le budget de la commune était constitué ainsi :
- total des produits de fonctionnement : 294 000 €, soit 829 € par habitant ;
- total des charges de fonctionnement : 247 000 €, soit 695 € par habitant ;
- total des ressources d'investissement : 83 000 €, soit 235 € par habitant ;
- total des emplois d'investissement : 157 000 €, soit 441 € par habitant ;
- endettement : 32 000 €, soit 90 € par habitant.

Avec les taux de fiscalité suivants :
- taxe d'habitation : 17,64 % ;
- taxe foncière sur les propriétés bâties : 38,22 % ;
- taxe foncière sur les propriétés non bâties : 21,74 % ;
- taxe additionnelle à la taxe foncière sur les propriétés non bâties : 38,75 % ;
- cotisation foncière des entreprises : 19,04 %.

Chiffres clés Revenus et pauvreté des ménages en 2021 : médiane en 2021 du revenu disponible, par unité de consommation : 21 830 €.

## Économie

### Entreprises et commerces

#### Agriculture
- Culture de céréales, de légumineuses et de graines oléagineuses.
- Autres cultures non permanentes.
- Élevage de vaches laitières.
- Élevage d'autres bovins et de buffles.
- Élevage d'ovins et de caprins.
- Élevage de chevaux et d'autres équidés.

#### Tourisme
- Hébergements et restauration à Bulgnéville, Doncourt-sur-Meuse, Contrexéville, Châtenois, Vittel.

#### Commerces
- Commerces et services de proximité.

## Population et société

### Démographie

#### Évolution démographique
L'évolution du nombre d'habitants est connue à travers les recensements de la population effectués dans la commune depuis 1793. Pour les communes de moins de 10 000 habitants, une enquête de recensement portant sur toute la population est réalisée tous les cinq ans, les populations de référence des années intermédiaires étant quant à elles estimées par interpolation ou extrapolation. Pour la commune, le premier recensement exhaustif entrant dans le cadre du nouveau dispositif a été réalisé en 2004.

En 2022, la commune comptait 349 habitants, en évolution de −8,16 % par rapport à 2016 (Vosges : −2,96 %, France hors Mayotte : +2,11 %).
| 1793 | 1800 | 1806 | 1821 | 1831 | 1836  | 1841  | 1846  | 1856 |
| ---- | ---- | ---- | ---- | ---- | ----- | ----- | ----- | ---- |
| 847  | 865  | 912  | 857  | 931  | 1 011 | 1 046 | 1 038 | 783  |

| 1861 | 1866 | 1876 | 1881 | 1886 | 1891 | 1896 | 1901 | 1906 |
| ---- | ---- | ---- | ---- | ---- | ---- | ---- | ---- | ---- |
| 772  | 793  | 798  | 740  | 710  | 644  | 640  | 581  | 610  |

| 1911 | 1921 | 1926 | 1931 | 1936 | 1946 | 1954 | 1962 | 1968 |
| ---- | ---- | ---- | ---- | ---- | ---- | ---- | ---- | ---- |
| 591  | 503  | 473  | 454  | 428  | 403  | 396  | 399  | 398  |

| 1975 | 1982 | 1990 | 1999 | 2004 | 2006 | 2009 | 2014 | 2019 |
| ---- | ---- | ---- | ---- | ---- | ---- | ---- | ---- | ---- |
| 367  | 334  | 334  | 330  | 354  | 364  | 351  | 370  | 351  |

| 2022 | - | - | - | - | - | - | - | - |
| ---- | - | - | - | - | - | - | - | - |
| 349  | - | - | - | - | - | - | - | - |

#### Pyramide des âges
En 2018, le taux de personnes d'un âge inférieur à 30 ans s'élève à 37,3 %, soit au-dessus de la moyenne départementale (31,2 %). À l'inverse, le taux de personnes d'âge supérieur à 60 ans est de 23,6 % la même année, alors qu'il est de 31,0 % au niveau départemental.
En 2018, la commune comptait 181 hommes pour 180 femmes, soit un taux de 50,14 % d'hommes, légèrement supérieur au taux départemental (48,69 %).
Les pyramides des âges de la commune et du département s'établissent comme suit.
| Hommes | Classe d’âge | Femmes |
| ------ | ------------ | ------ |
| 0,6    | 90 ou +      | 0,6    |
| 7,4    | 75-89 ans    | 10,3   |
| 14,2   | 60-74 ans    | 14,3   |
| 18,8   | 45-59 ans    | 18,9   |
| 19,9   | 30-44 ans    | 20,6   |
| 20,5   | 15-29 ans    | 14,3   |
| 18,8   | 0-14 ans     | 21,1   |

| Hommes | Classe d’âge | Femmes |
| ------ | ------------ | ------ |
| 0,8    | 90 ou +      | 2,3    |
| 8,1    | 75-89 ans    | 11,6   |
| 20,5   | 60-74 ans    | 21     |
| 21,1   | 45-59 ans    | 20,4   |
| 16,9   | 30-44 ans    | 16,2   |
| 16     | 15-29 ans    | 13,7   |
| 16,5   | 0-14 ans     | 14,9   |

### Enseignement
Établissements d'enseignements :
- Écoles maternelles et primaires à Vrécourt, Saint-Ouen-lès-Parey, Graffigny-Chemin.
- Collèges à Bourmont-entre-Meuse-et-Mouzon, Martigny-les-Bains, Lamarche, Contrexéville, Mandres-sur-Vair.
- Lycées à Contrexéville, Mandres-sur-Vair, Neufchâteau.

### Santé
Professionnels et établissements de santé :
- Médecins à Vrécourt, Bulgnéville, Martigny-les-Bains, Lamarche, Contrexéville, Châtenois.
- Pharmacies à Vrécourt, Bourmont, Bulgnéville, Martigny-les-Bains, Lamarche, Contrexéville.
- Hôpitaux à Lamarche, Vittel, Neufchâteau, Mattaincourt, Mirecourt.

### Cultes
- Culte catholique, Paroisse Saint-Basle-de-la-Plaine[33], Diocèse de Saint-Dié.

## Culture

### Lieux et monuments

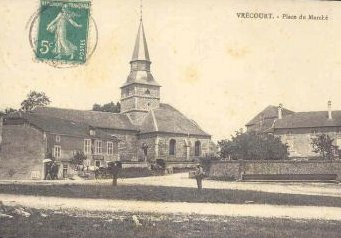
L'église, la place du Marché et le site du château.
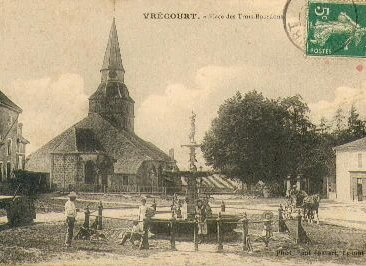
À gauche le grand commun du château et la place des Trois-Bourdons.
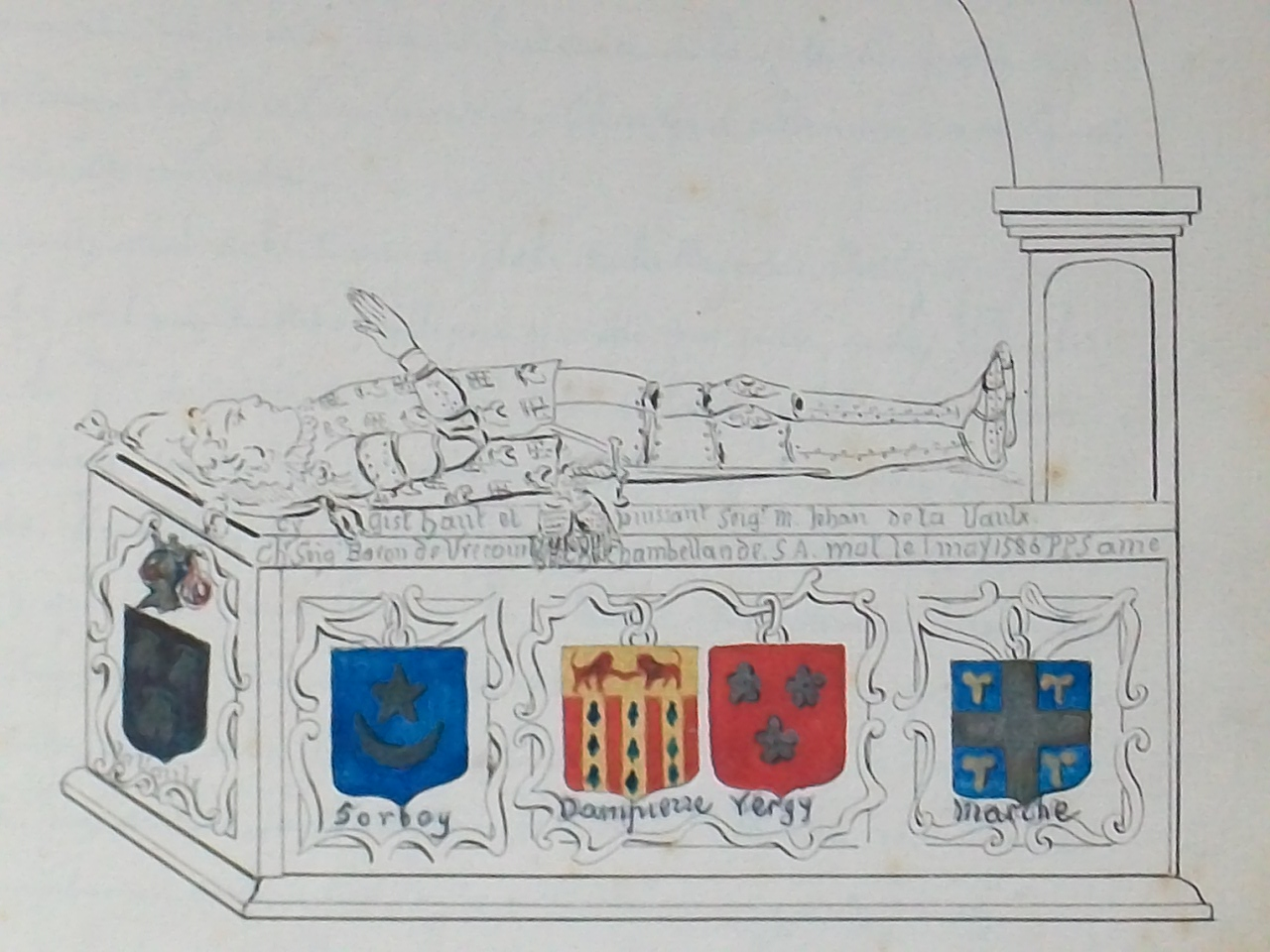
Gisant de Jean de Lavaulx, dans l'église Saint-Martin, détruit à la Révolution.
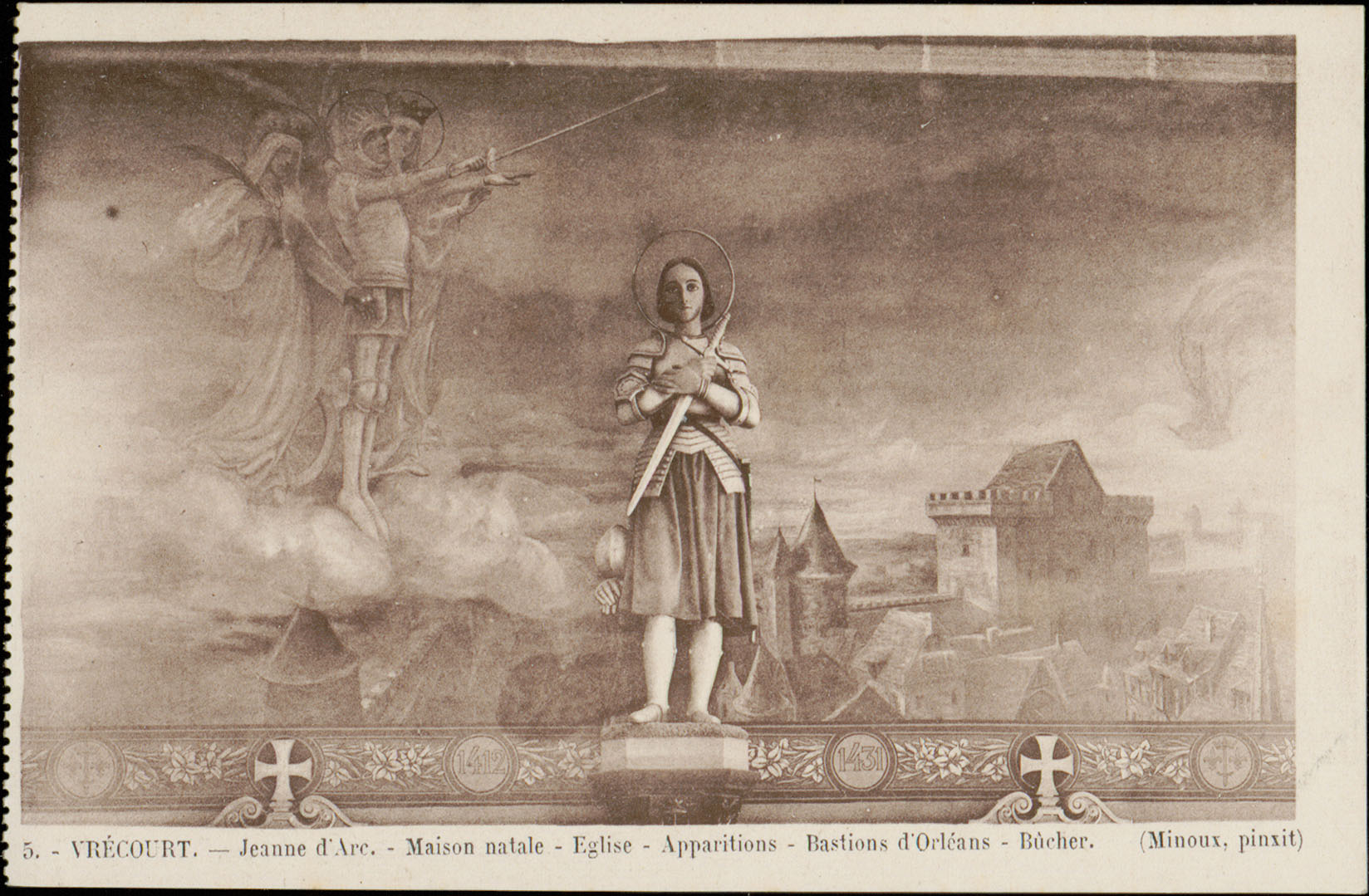
Vrécourt, Jeanne d'Arc, Maison natale, Église, Apparitions, Bastions d'Orléans, Bûcher.
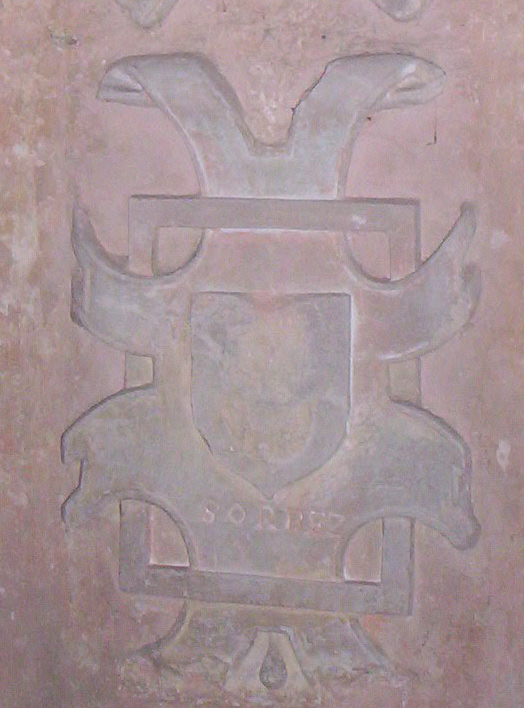
Armoiries Sorbey dans l'église.
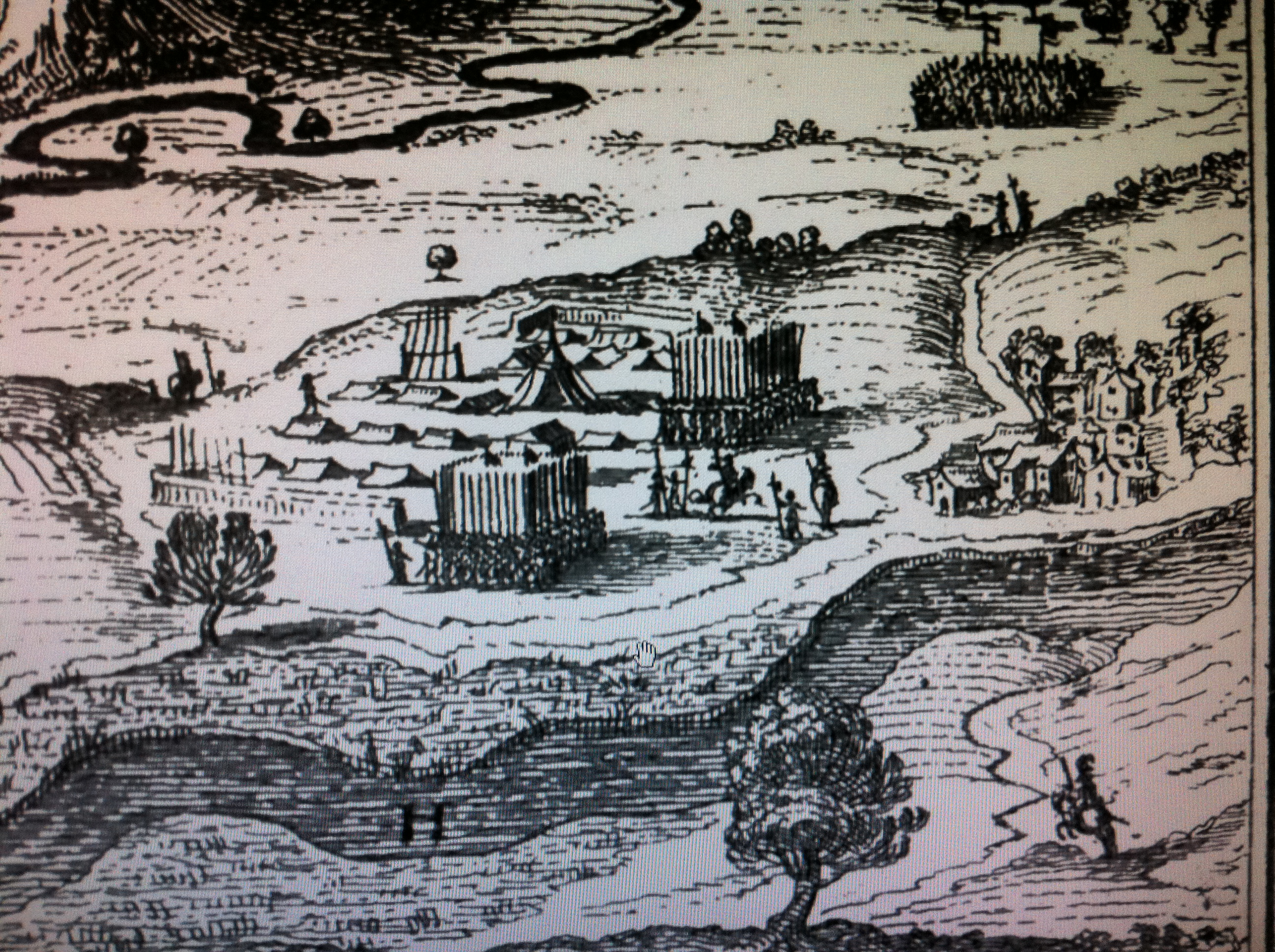
Le camp français et le village de Vrécourt par Abraham Bosse (1634).

- Église Saint-Martin[34] : Clocher du XIIe siècle classé monument historique par arrêté du 10 mai 1995, le reste étant du XVIIe siècle et XVIIIe siècle est inscrit monument historique par arrêté du 28 juin 1994[35].

L'orgue a été réalisé en 1894 par Jaquot-Jeanpierre & Cie.
Statuette-reliquaire de saint Martin.
- Fragment de croix de chemin[38].
- Vestiges du château des Lavaulx : une maison forte médiévale des Choiseul existait au bout du pont sur la rive est du Mouzon.

Il n'en reste rien. Dans la deuxième moitié du XVIe siècle, les Lavaulx font construire une maison-forte rectangulaire, probablement flanquée de quatre tourelles d'angle et percées de fenêtres rectangulaires barreaudées au rez-de-chaussée. Elle était précédée d'une cour devant la rivière. Le bâtiment était orienté vers le Mouzon et au sud s'ouvre toujours une grande basse-cour fermée par une très vaste grange seigneuriale du XVIe siècle. Le château a été au XVIIe siècle le quartier général des troupes françaises assiégeant la Mothe, sous le commandement de Jacques Nompar de Caumont la Force, maréchal de France.
Ce château a été probablement rasé à la fin du XVIIe siècle lors des travaux du second château de Vrécourt, dus à Claude-François Labbé de Beauffremont et à sa femme Anne-Charlotte de Lavaulx. Il subsiste de la maison-forte des Lavaulx principalement la cave et des manteaux de cheminées déposés chez un particulier.
- Vestiges du château de Claude-François Labbé de Beauffremont et de sa femme Anne-Charlotte de Lavaulx : sur le même site, son bâti, très ambitieux, s'étendait en forme de L entre la grange seigneuriale déjà citée et la Petite Orangerie, au-delà de la place principale du village.

Le corps de logis comprenait un pavillon d'honneur à dôme, face à la rivière, conduisant par un vaste escalier intérieur à l'aile de la chapelle et du grand salon, qui donnait sur le parterre, à l'est.
En perpendiculaire, deux ailes d'habitation, orientées parallèlement au Mouzon sur un rez-de-chaussée surélevé, entouraient le pavillon à dôme : l'aile des maîtres de maison vers l'église, avec la bibliothèque et l'aile méridionale, comprenant les cuisines, le logis du concierge et à l'étage, deux appartements.
Le château était précédé vers la rivière par une cour entourée de grilles. Vers la place principale du village, une petite cour et l'Appartement Neuf permettaient la liaison entre l'aile des maîtres et un très long commun bordant la place. Ce dernier bâtiment se terminait par la Grande Orangerie, elle-même suivie de la Petite Orangerie, pavillon d'invités, situé un peu plus à l'est.
Le château était bordé du côté oriental par un très important parterre, accessible du grand salon par une terrasse ornée de bustes en pierre puis par un escalier. Elle était située entre l'aile du salon et l'Appartement Neuf. Le parterre était pourvu d'un bassin d'une chaumière rustique, d'une pagode chinoise et d'une vingtaine de statues de dieux de la fable, ainsi que de vases Médicis en grès local. Le fond du parterre comportait une autre terrasse et une glacière. La basse-cour avait été complété d'un fruitier, d'une bergerie, d'une étable, d'une écurie et d'une remise pour voitures à cheval. Un potager orné de bustes en grès sculptés se situait entre le parterre et la basse-cour.
L'ensemble de la propriété a été loti en 1792 après l'émigration de la comtesse de Neuilly, sa propriétaire. Le château a entièrement brûlé par accident après 1805, alors qu'il était occupé par de nombreuses familles. Le parc et ses statues avait été vandalisé. Il reste de cet ensemble la Petite Orangerie, une partie du grand commun sur la place, la basse-cour et les caves du château (ailes nord et sud), ainsi que quelques débris de sculptures et vases chez des particuliers à Vrécourt et ailleurs.
- École et presbytère de 1764.
- Monument aux morts 1914-1918[39],[40].
- Patrimoine architectural rural recensé par le service de l'Inventaire général du patrimoine culturel[41].

Logement de contremaître, accompagnant l'usine métallurgique établie de 1702 à 1708 sur l'emplacement d'un ancien moulin, aujourd'hui ferme n°41.
Fontaine de 1883, à la suite des plans d'aménagement de Joseph Michaux (architecte à Sartes).
Statue en fonte représente une femme drapée, marchant et portant au-dessus de sa tête un cygne aux ailes entrouvertes.
Fontaine - abreuvoir.
Ensemble de 2 fontaines-abreuvoirs.
Ensemble de 9 bustes.
Bas-relief figurant les armoiries de la famille de Lavaulx, seigneurs de Vrécourt, ferme n°40.
Bas-relief, Ferme Le Moulin.
Ensemble de deux girouettes.
Plaque de cheminée n°6, datée 1677, Ferme-fabrique de charrues n°42.
Présentation du mobilier de l'association de la Forge d'Antan, Maison de manouvriers, forge n°20.

### Personnalités liées à la commune
- Général d'armée Pierre-Élie Jacquot, grand croix de la Légion d'honneur.
- Claude-François Labbé de Beauffremont et sa femme Anne-Charlotte de Lavaulx[54],[55].
- Jean Joseph Chamant. Selon dom Calmet, il aurait réalisé un plafond peint pour un salon du château (détruit) de Vrécourt, sur la commande du président Charles-François Labbé de Beauffremont.
- Comte Jean Charles François de Lavaulx de Vrécourt, chambellan du duc de Lorraine et roi de Pologne Stanislas Leszczynski.
- Prosper Rosier-Martin, maître fondeur de cloches et industriel français du XIXe siècle.

## Pour approfondir